# سيريل أكسلرود
سيريل أكسلرود (بالإنجليزية: Cyril Axelrod)‏ هو قسيس جنوب أفريقي، ولد في 24 فبراير 1942 في جوهانسبرغ في جنوب أفريقيا.